# Agrostis elata
Agrostis elata é uma espécie de gramínea do gênero Agrostis, pertencente à família Poaceae.